# 奧塞基斯 (明尼蘇達州)
奧塞基斯（英語：Osakis，/oʊˈseɪkɪs/ oh-SAY-kis）是一個位於美國明尼蘇達州道格拉斯縣及托德縣的城市。

## 人口
根據2020年美國人口普查的數據，奧塞基斯的面積為5.11平方千米，當中陸地面積為4.98平方千米，而水域面積為0.13平方千米。當地共有人口1771人，而人口密度為每平方千米347人。